# ОК Багдала
ОК Багдала је српски одбојкашки клуб из Крушевца. У сезони 2024/25. такмичи се у Првој лиги Србије.

## Историја
Клуб је основан у мају 2022. године. Почео је да се такмичи већ у сезони 2022/23, у Другој лиги Запад. Наредне сезоне освојио је прво место у Другој лиги Запад, чиме је обезбедио пласман у Прву лигу Србије. У Купу Србије по први пут је учествовао у сезони 2024/25, али је испао већ у осмини финала.